# Melanocinclis gnoma
Melanocinclis gnoma är en fjärilsart som beskrevs av Ronald W. Hodges 1978. Melanocinclis gnoma ingår i släktet Melanocinclis och familjen fransmalar. Inga underarter finns listade i Catalogue of Life.